# Aleš z Kunštátu a Lysic
Aleš z Kunštátu a Lysic († kolem roku 1426) byl moravský šlechtic z rodu pánů z Kunštátu.

## Život
Jeho otec byl Kuna z Kunštátu a Lysic. 
První písemná zmínka o Alešovi pochází z roku 1374. Aleš zdědil po svém otci čtvrtinu hradu Rychvaldu, po kterém se také zpočátku psal. Roku 1397 koupil půlku Bošovic a Skřípova. Protože se angažoval v domácích válkách, dal mu v roce 1400 olomoucký biskup Jan Mráz za poskytnutou pomoc do zástavy hrad Blansek. Po tomto hradě se psal až do roku 1411. V roce 1412 koupil Aleš Rájec se dvěma pustými hrady. Roku 1415 pečetil květnový moravský list do Kostnice a velký stížný list proti upálení Jana Husa, na němž se uvádí s přídomkem z Rájce. Poslední písemná zmínka pochází z roku 1421, kdy byl přítomen holdu moravské šlechty králi Zikmundovi. 
Roku 1426 se již uvádí jako nebožtík. Zemřel bezdětný, majetek získali jeho příbuzní.